# Manuel García de la Huerta Izquierdo
Manuel García de la Huerta Izquierdo (Santiago, 29 de octubre de 1868-ibíd., enero de 1940) fue un político y abogado chileno. 

## Biografía
Hijo de don Manuel García de la Huerta Pérez y Ceferina Izquierdo Urmeneta. Su hermano fue el también político Pedro García de la Huerta Izquierdo. 
Estudió en el Instituto Nacional y el Colegio San Ignacio. Cursó Leyes en la Facultad de Derecho de la Universidad de Chile, donde se graduó de abogado en 1894.
Se radicó en San Bernardo donde se dedicó a sus predios agrícolas, sirviendo además a la política desde el Partido Liberal. Había sido Nacional hasta 1892, seguidor de la figura de Antonio Varas, pero posteriormente se ligó a los liberales.
Consejero de Estado (1882-1894). Fue regidor y primer alcalde de la Municipalidad de San Bernardo (1906-1909), logrando importantes avances en la ciudad.
Fue elegido por primera vez Diputado por La Victoria y Melipilla (1909-1912), siendo designado Vicepresidente de la Cámara de Diputados (10 de agosto de 1912-6 de noviembre de 1913).
Reelegido Diputado, esta vez por Constitución, Cauquenes y Chanco, por dos períodos consecutivos (1912-1918). Integrando la Comisión Permanente de Industria y Agricultura.
Nuevamente Diputado por La Victoria, San Antonio y Melipilla (1918-1921), formó parte de la Comisión permanente de Hacienda y la de Relaciones Exteriores.
Fue uno de los fundadores del diario “La Mañana”. Figuró como director de numerosas instituciones bancarias y de seguros (1919-1924). Miembro de las Legaciones de Chile en Alemania y Bélgica. Director y presidente de la Sociedad Química Nacional (SOQUINA).